# Allocnemis eisentrauti
Allocnemis eisentrauti – gatunek ważki z rodziny pióronogowatych (Platycnemididae). Jest endemitem Kamerunu.